# James Gamble (Telegrafist)
James Gamble (* 26. April 1826 in Ellicott City, Maryland; † 18. Juni 1905 in Santa Barbara, Kalifornien) war ein US‑amerikanischer Telegrafist, Unternehmer und Autor.

## Leben
Geboren an der Ostküste der Vereinigten Staaten, arbeitete er zunächst, um 1848, als Telegrafist in Hannibal (Missouri). Im Jahr 1853, noch keine 30 Jahre alt, wanderte er nach Kalifornien aus. Dort gründete er die California Telegraph Company, die im September desselben Jahres damit begann, die erste Telegrafenlinie an der Westküste der Vereinigten Staaten zu errichten. Kurz darauf verband diese die kalifornische Hauptstadt Sacramento mit dem gut sechzig Kilometer nördlich gelegenen Marysville.
Im Jahr 1877, James Gamble war inzwischen Präsident von Western Union Telegraph, erwarb er ein ausgedehntes Grundstück von  350 Acres (gut 140 Hektar) im Alameda County nahe Oakland, auf der San Francisco gegenüber liegenden Seite der Bucht von San Francisco. Er gründete eine Immobiliengesellschaft, deren Zweck laut Gründungsurkunde es war „das Geschäft des Kaufs und Verkaufs von Immobilien im Alameda County zu betreiben und die erforderlichen Verbesserungen vorzunehmen“.  Den Namen Piedmont für das Land sowie Piedmont Land Company für die Gesellschaft hatte er selbst vorgeschlagen, abgeleitet von italienisch Piemonte beziehungsweise von lateinisch ad pedem montium ‚am Fuß der Berge‘. Er ließ sich ein stattliches Haus errichten (siehe auch: Foto unter Weblinks) und verkaufte den Großteil des Landbesitzes weiter, sodass auch andere Familien hier ihre Häuser errichten konnten.
Über seine berufliche Tätigkeit beim Ausbau des Telegrafennetzes in Kalifornien sowie seine Erfahrungen und Erlebnisse beim Bau der ersten transkontinentalen Telegrafenlinie der Vereinigten Staaten, der First Transcontinental Telegraph, die ab 1861 Kalifornien über Salt Lake City mit Omaha verband, und auf diese Weise die Westküste mit dem Telegrafennetz an der Ostküste, verfasste er mehrere detaillierte Berichte.
James Gamble wurde 79 Jahre alt.

## Schriften (Auswahl)
- Wiring A Continent – The making of the U.S. transcontinental telegraph line. In: Harper’s Weekly. 23. November 1861 (englisch, telegraph-history.org).
- When the Telegraph Came to California. In: The Californian. (englisch, telegraph-history.org).